# Ayumi hamasaki COUNTDOWN LIVE 2012-2013 A 〜WAKE UP〜
『ayumi hamasaki COUNTDOWN LIVE 2012-2013 A 〜WAKE UP〜』（アユミ・ハマサキ・カウントダウン・ライブ・2012-2013・エー・ウェイク・アップ）は、浜崎あゆみが行ったカウントダウンライブであり、2013年4月8日発売のDVDおよびBlu-ray Discである。なお、タイトルにある「A」はロゴ表記。

## 解説
2012年12月31日に国立代々木競技場第一体育館で行われたカウントダウンライブで、浜崎あゆみのデビュー15周年にあたる2013年4月8日にDVDおよびBlu-ray Discがリリースされた。
映像作品としては前作『ayumi hamasaki ARENA TOUR 2012 A 〜HOTEL Love songs〜』より1ヵ月後のリリースである。

## 曲目
1. Wake me up
2. Rule
3. Disco-munication
4. Beautiful Fighters
5. Fly high
6. snowy kiss
7. Missing
8. Together When...
9. everywhere nowhere
10. You & Me
11. Song 4 u
12. Who...
13. Humming {\displaystyle {\tfrac {7}{4}}}
14. evolution 〜 SURREAL
15. until that Day...
16. Trauma
17. AUDIENCE
18. Boys & Girls
19. MY ALL

## 参加ミュージシャン
- 浜崎あゆみ：Vocal
- 山崎"Princess"陽子：Chorus
- 川村ゆみ：Chorus
- Timothy Wellard：Chorus
- 今福"miccie"マサミチ：Chorus

バンドメンバー
- エンリケ：Bass
- 野村義男：Guitar
- 友成好宏、宮崎裕介：Keyboards
- 浜崎大地：Drums